# Santa Rita da Cascia alle Vergini
Santa Rita da Cascia alle Vergini är en kyrkobyggnad i Rom, helgad åt Rita av Cascia. Kyrkan är belägen i rione Trevi. Kyrkan hade tidigare namnet Santa Maria delle Vergini, som åsyftade ett augustinernunnekloster i Venedig, grundat 1177 och stängt 1808. "Vergini" betyder "jungfrur". Kyrkan Santa Rita da Cascia alle Vergini tillhör församlingen Santa Maria in Via.

## Kyrkans historia
Klostret på denna plats grundades 1595. Initiativet hade tagits av tre adelsdamer som ville skapa en tillflyktsort för fattiga och utsatta flickor. Välgörenhetsinstitutionen fick namnet Santa Maria del Rifugio och var initialt belägen bredvid den numera rivna kyrkan San Salvatore de Cornutis. 1613 flyttades klostret till Via delle Vergini, inte långt ifrån Fontana di Trevi. Vid denna tid blev institutionen ett augustinernunnekloster med klausur. Som särskild devotion hade nunnorna Jungfru Marie himmelsfärd. I klostret konsekrerades ett kapell 1615.
Nunnorna uppdrog 1634 åt arkitekten Francesco Peparelli att rita en ny kyrka och den fullbordades två år senare. Luigi Arrigucci bidrog med ritningar till klostrets ombyggnad. Denne dog 1647 och då tog Domenico Castelli över ansvaret för klosterbyggnationen. Castelli avled 1657 och byggnadsprojektet fullbordades av andra arkitekter 1660. Fasaden ritades av Mattia de Rossi. Klostret exproprierades 1873 av den italienska staten och kyrkan dekonsekrerades. Interiören förblev dock intakt.
1658 hade ett brödraskap från Cascia etablerat sig i den medeltida kyrkan San Biagio in Mercatello vid foten av Capitolium. Detta brödraskap, Confraternita della Corona di Spine, företedde en hängivenhet till Rita av Cascia. San Biagio-kyrkan byggdes om av Carlo Fontana och fasaden stod färdig 1665. Kyrkan fick då namnet San Biagio e Beata Rita. (Rita hade saligförklarats 1626.) Vördnaden för Rita blev mycket utbredd, då hon blev skyddshelgon för omöjliga fall och för misshandlade hustrur.
Rita helgonförklarades 1900 och kyrkan fick då namnet Santa Rita da Cascia in Campitelli. Roms myndigheter ämnade dock företa utgrävningar av de antika romerska lämningarna under kyrkan och brödraskapet, som hade bytt namn till Arciconfraternita di Santa Rita da Cascia, flyttade 1904 till Santa Maria delle Vergini. Samma år återkonsekrerades Santa Maria delle Vergini och bytte namn till Santa Rita da Cascia alle Vergini.

## Konstverk i urval
- Michelangelo Ricciolini (attribuering): Paradisets härlighet (kupolfresken; omkring 1695)
- Pietro Lucatelli: De heliga Augustinus och Monica
- Arturo Ferretti: Den heliga Ritas död (högaltarmålningen; 1911)[c]
- Filippo Carcani: Den helige Augustinus (stuckskulptur)
- Filippo Carcani: Den helige Josef med Jesusbarnet (stuckskulptur)
- Ludovico Gimignani: Den heliga Treenighetens härlighet (1682–1683)
- Giovanni Battista Mercati: Kristus och Maria Magdalena (Noli me tangere)

## Bilder

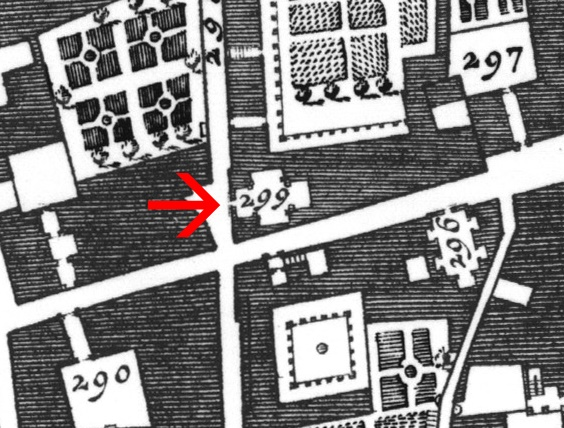
Santa Rita da Cascia alle Vergini (nummer 299 vid den röda pilen) på Giovanni Battista Nollis Rom-karta från 1748.
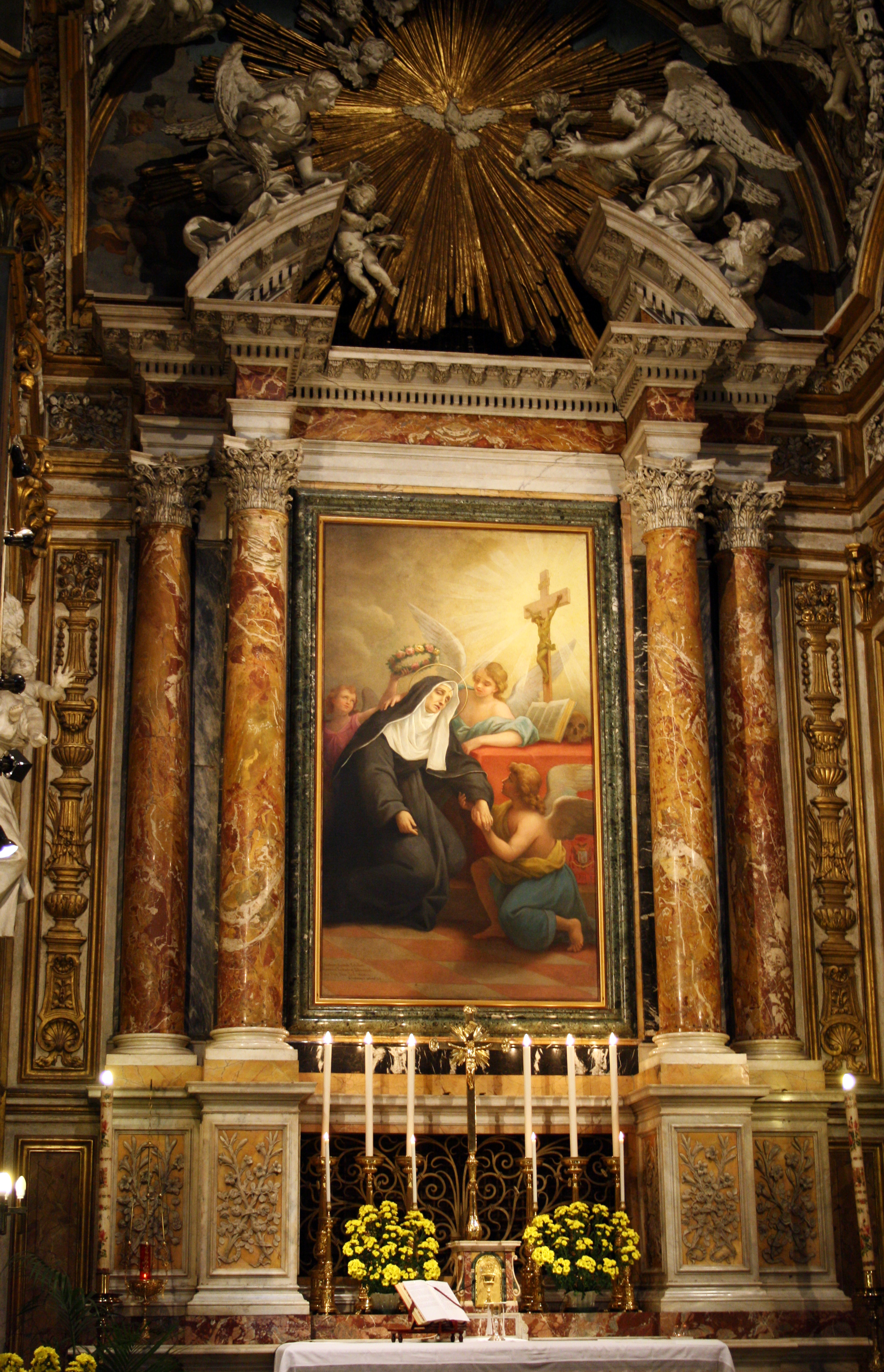
Högaltaret med Arturo Ferrettis målning.
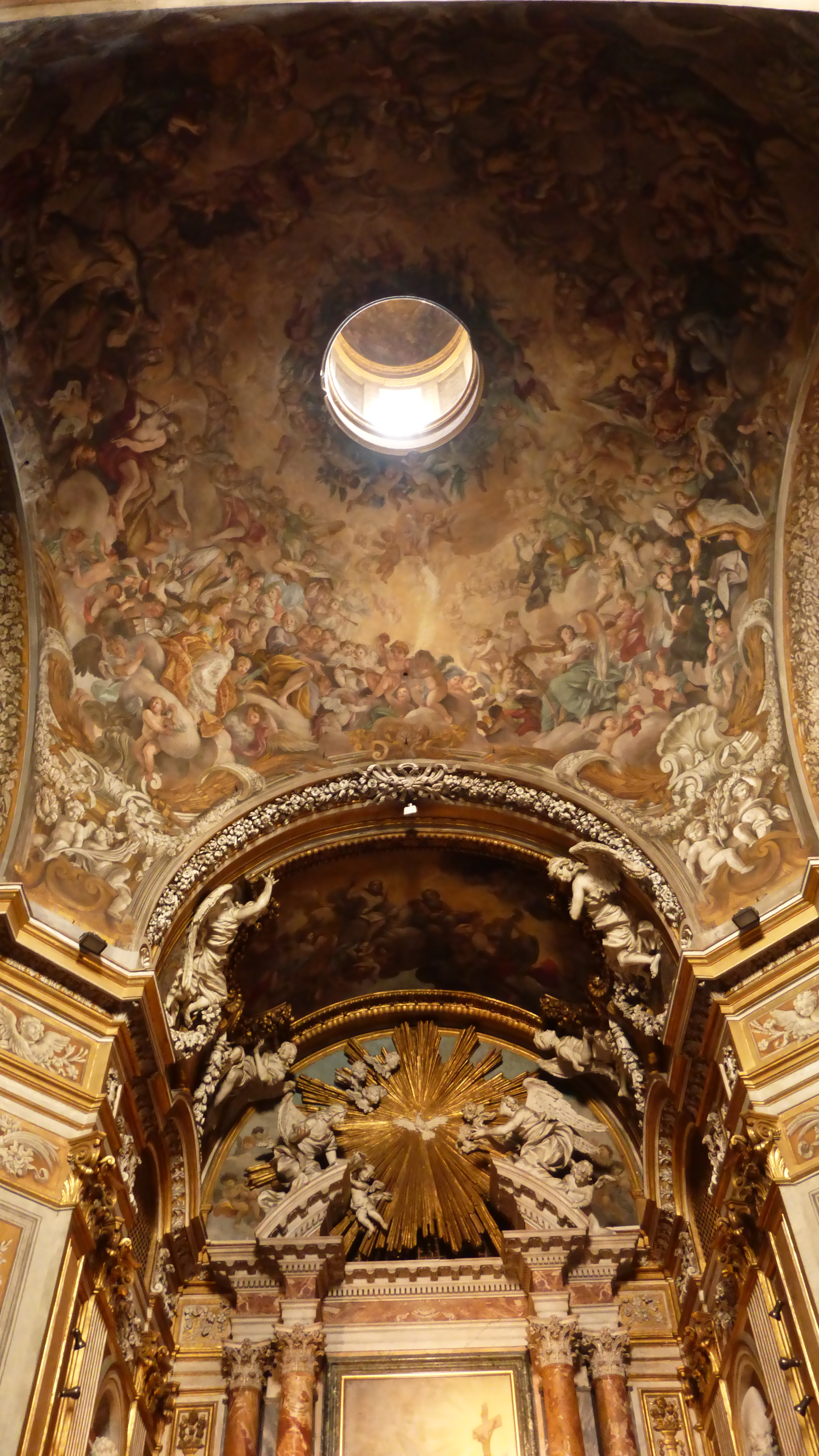
Kupolinteriören.
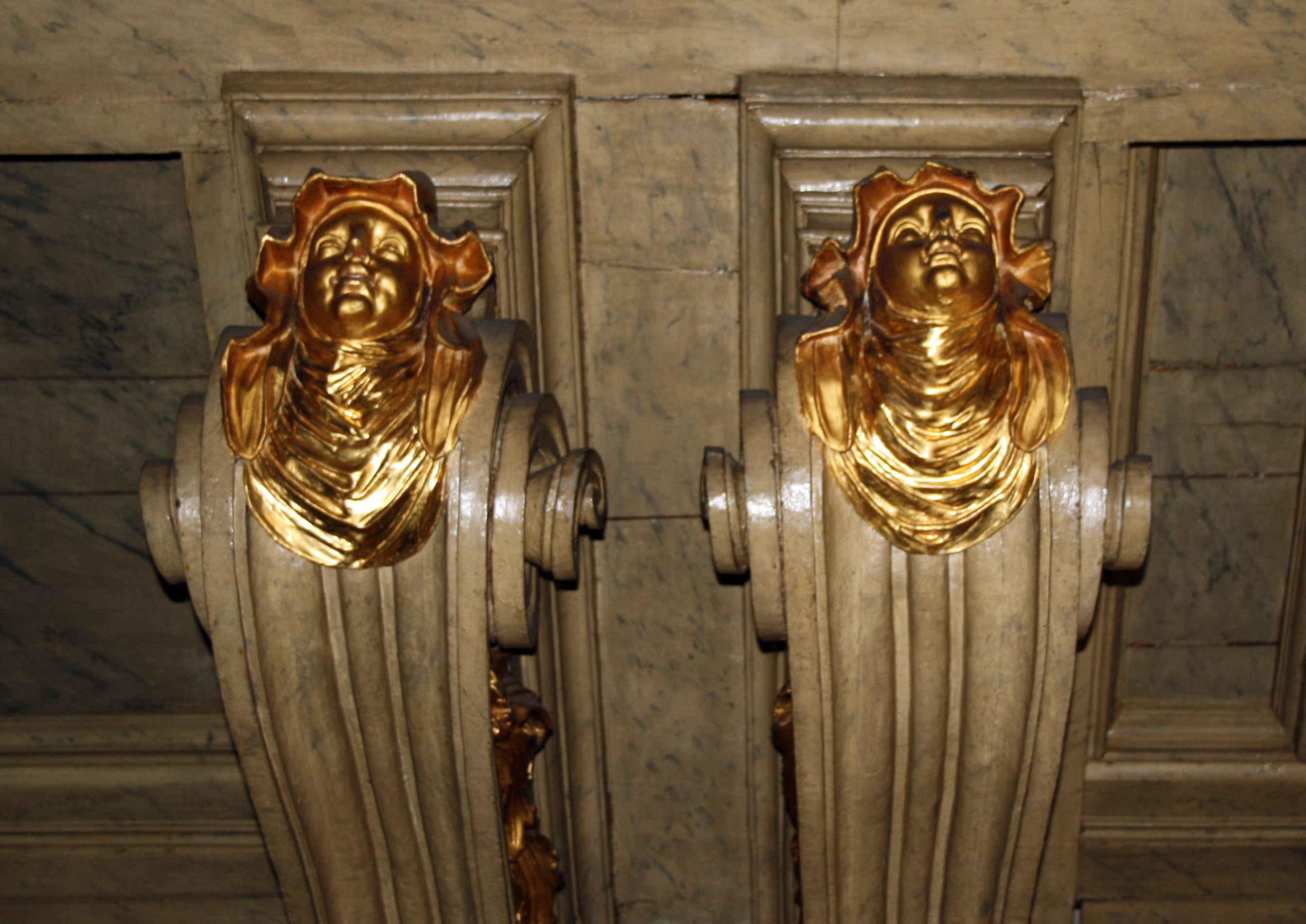
Detalj från orgelläktaren med nunnehuvuden på konsolerna.
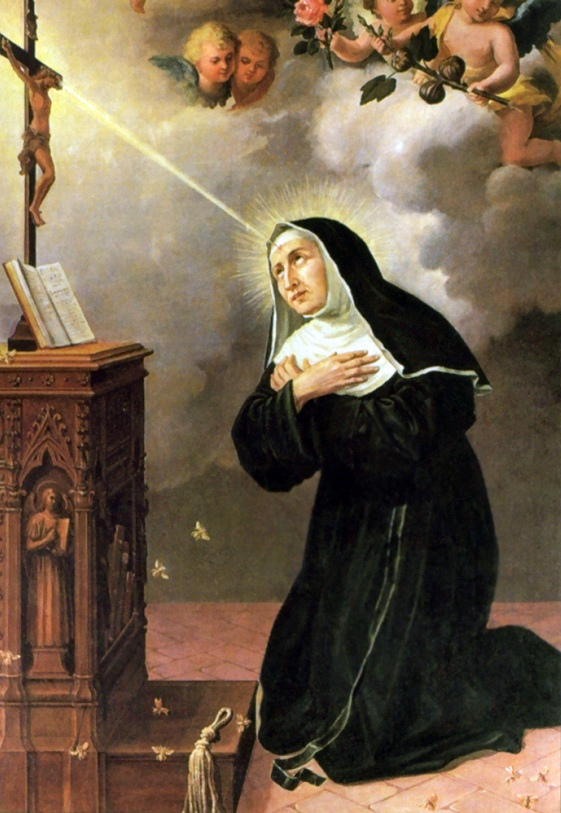
Den heliga Rita av Cascia.
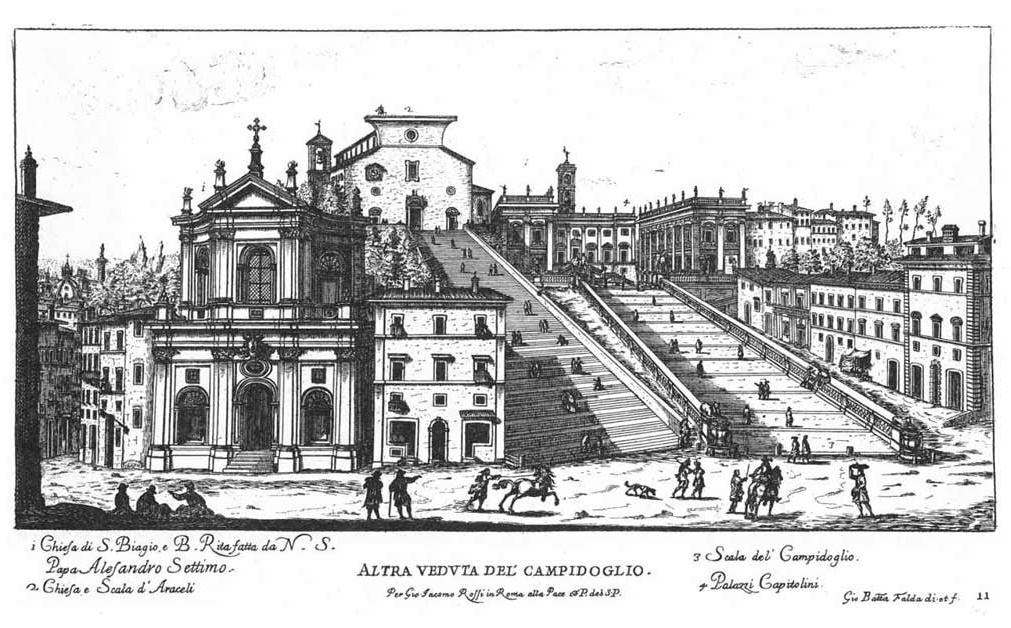
Kapitolium med kyrkan San Biagio e Beata Rita (till vänster), gravyr av Giovanni Battista Falda.